# Selman Stërmasistadion
Het Selman Stërmasistadion (Albanees: Stadiumi Selman Stërmasi) is een multifunctioneel stadion in Tirana, de hoofdstad van Albanië. 
Het stadion wordt vooral gebruikt voor voetbalwedstrijden, de voetbalclub KF Tirana maakt gebruik van dit stadion. Het recordaantal toeschouwers was 20.000 tijdens de wedstrijd van toenmalig bespeler Partizan Tirana tegen Fenerbahçe op 30 september 1961. Het aantal toeschouwers is daarna teruggebracht tot het huidige aantal van 9.500. Het stadion werd geopend in 1956. Tussen 1956 en 1991 heette dit stadion het Dinamostadion. In 2015 werd het stadion voor het laatst gerenoveerd.

## Afbeeldingen

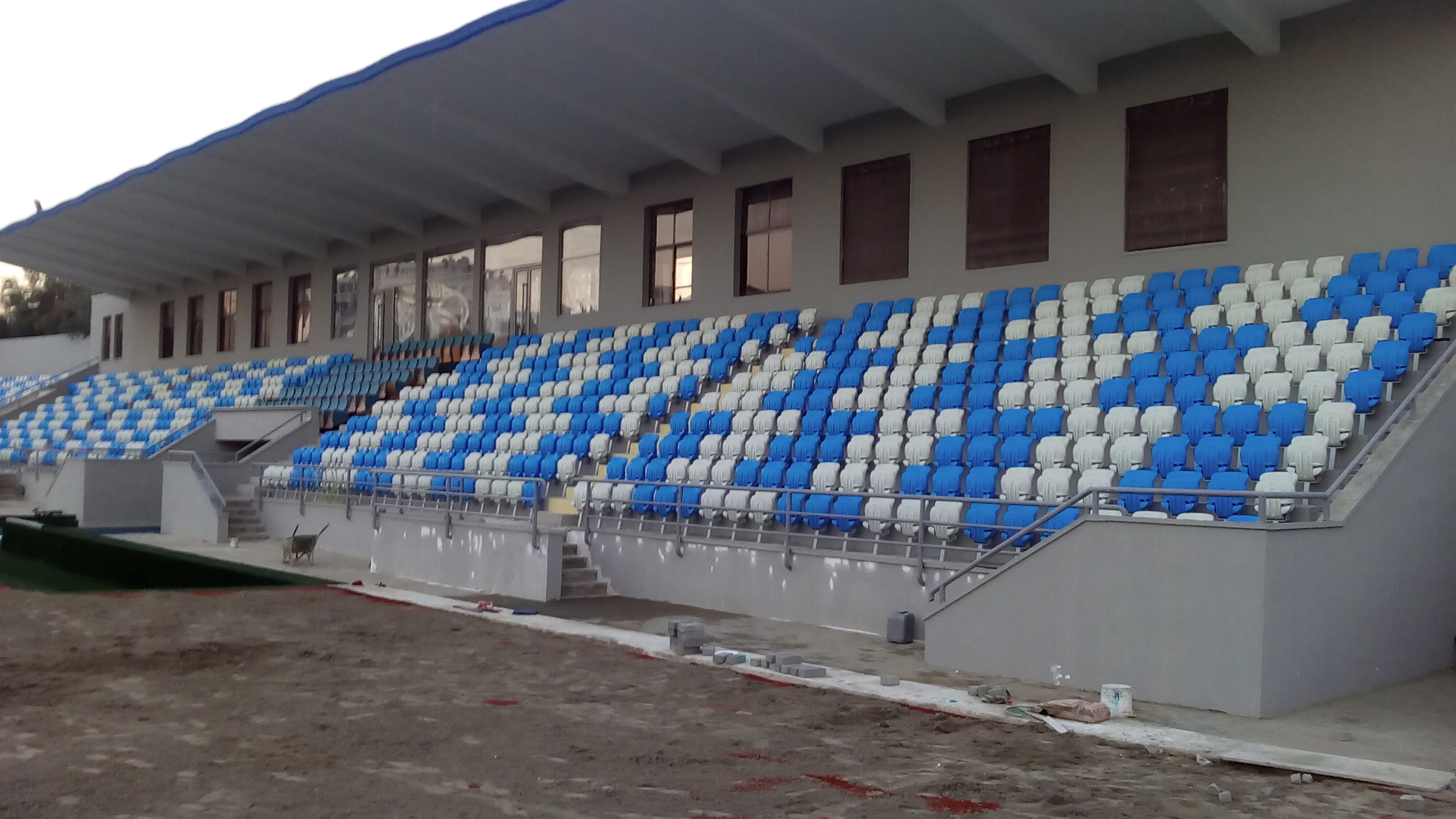
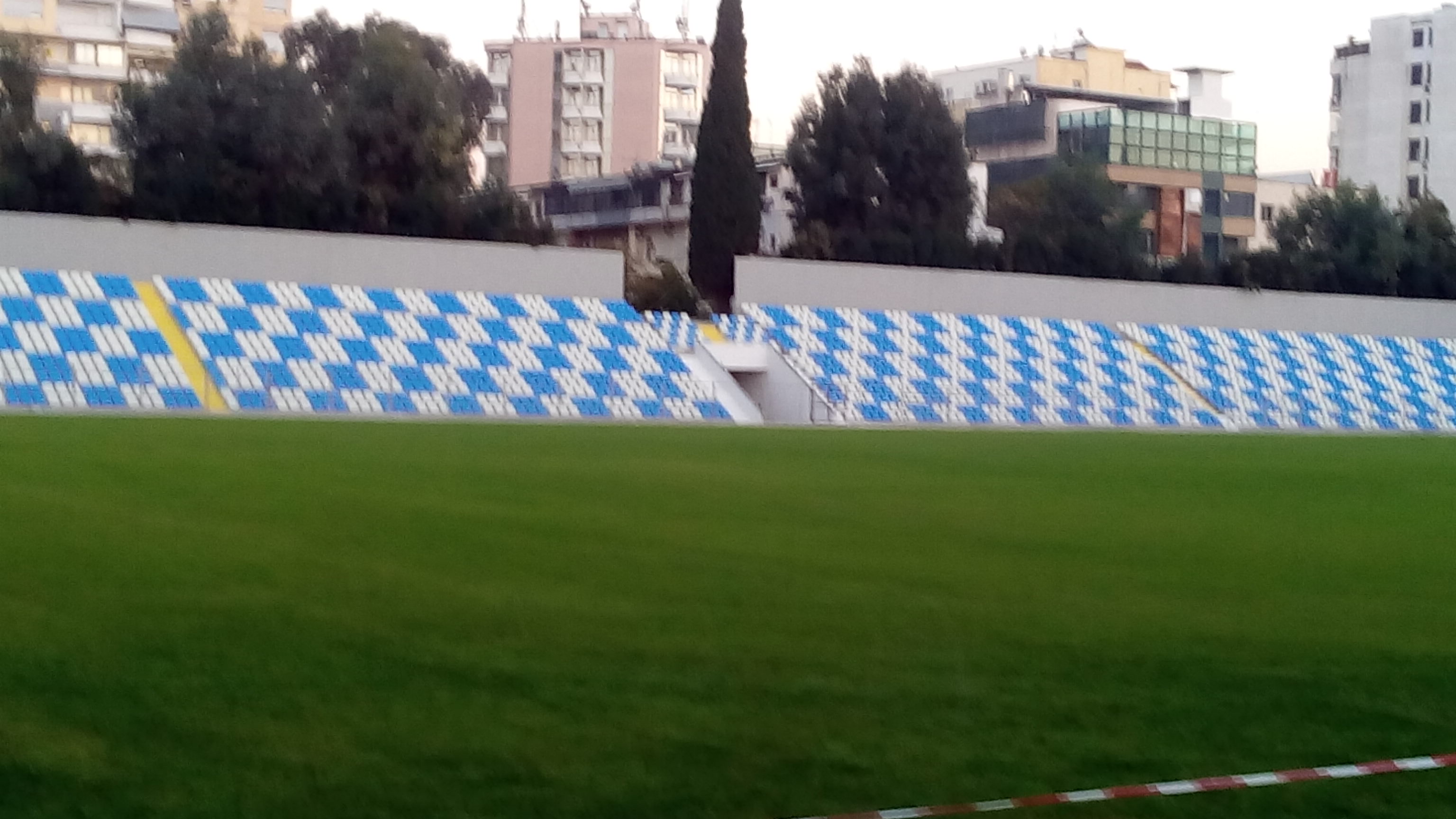
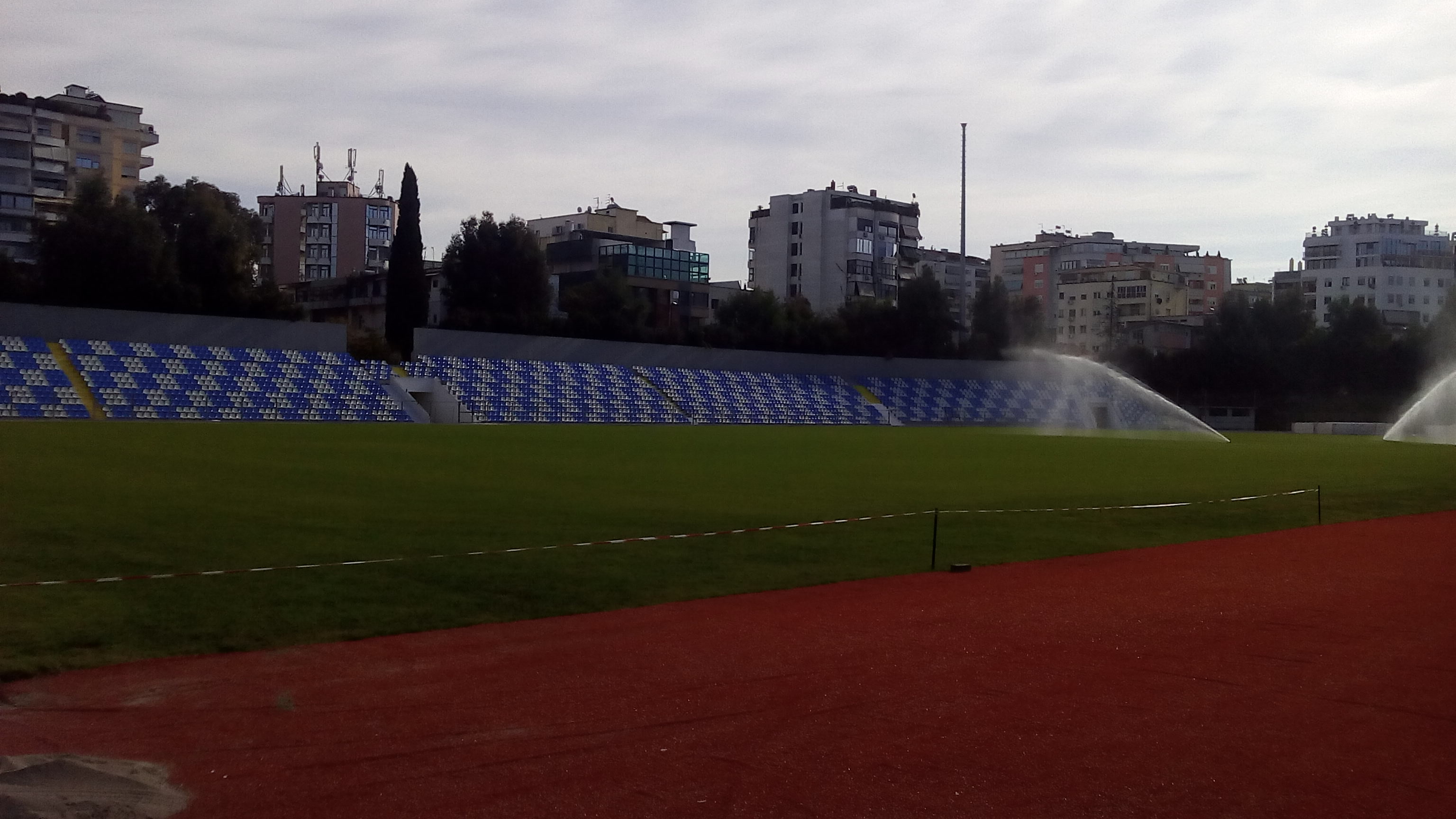
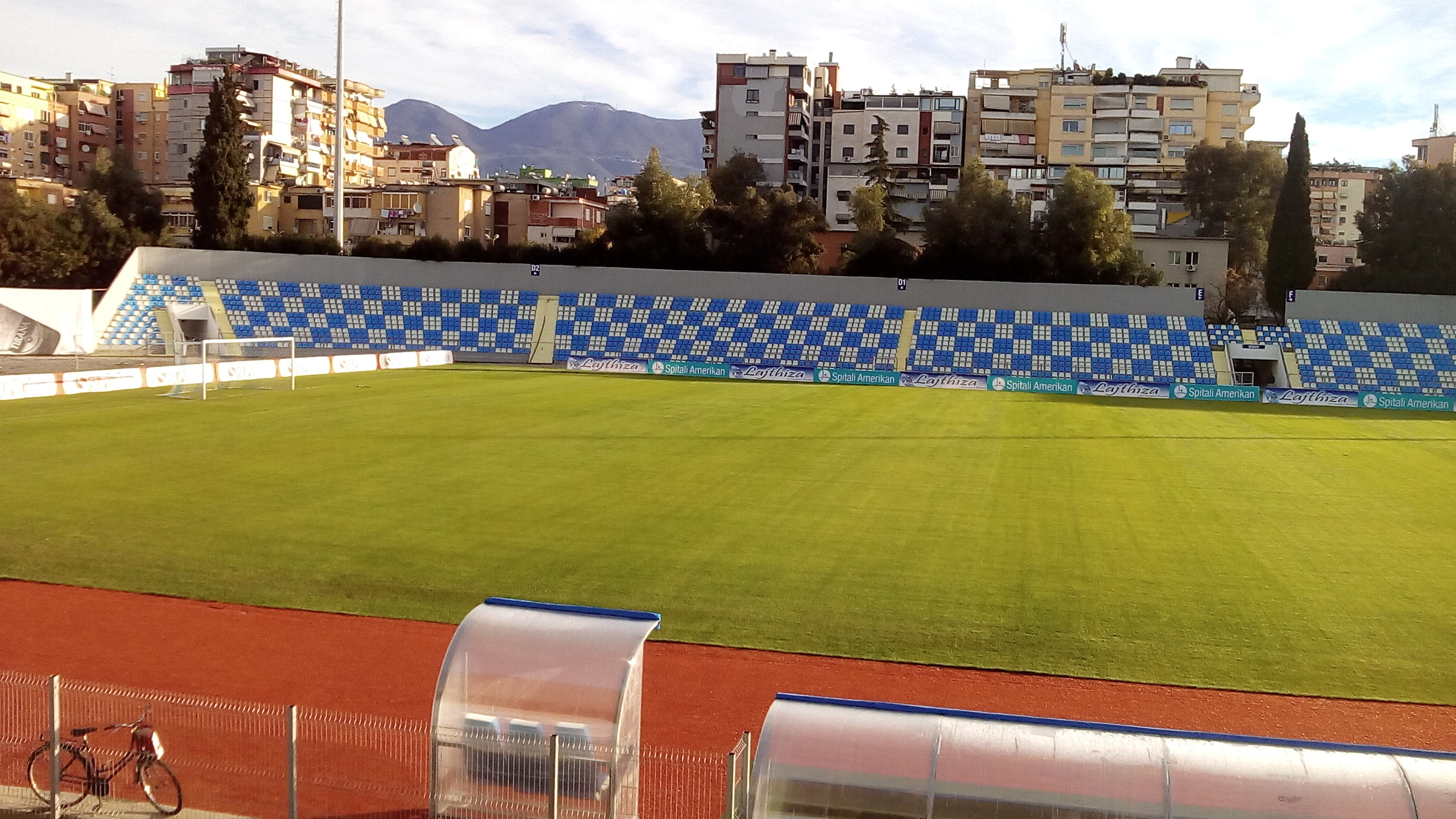